# ТЕС Куріят
31°51′10″ пн. ш. 37°25′30″ сх. д. / 31.85278° пн. ш. 37.42500° сх. д.
ТЕС Куріят — теплова електростанція на півночі Саудівської Аравії.
Віддалені від основних індустріальних центрів саудійські поселення традиційно забезпечували електроенергією за рахунок теплових електростанцій на нафтопродуктах, які працювали у ізольованому від енергосистеми країни режимі. До таких, зокрема, відноситься ТЕС Куріят, що використовує встановлені на роботу у відкритому циклі газові турбіни:
- з 1980 по 1985 роки ввели в дію дві турбіни BBC потужністю по 19,9 МВт та три турбіни BHEL з показниками по 20 МВт;
- не пізніше 2013-го майданчик підсилили двома турбінами Siemens з показниками по 68,7 МВт;
- в 2016-му додали дві турбіни General Electric потужністю по 62,3 МВт.
Таким чином, загальна потужність ТЕС досягнула 362 МВт.
Всі черги станції використовують нафтопродукти. 
Видача продукції відбувається по ЛЕП, що працює під напругою 132 кВ.